# Vremja goda zima
Vremja goda zima (russisk: Время года зима) er en russisk spillefilm fra 2022 af Svetlana Ustinova.

## Medvirkende
- Julija Snigir som Katja
- Sofja Petrova
- Jevgenija Dobrovolskaja
- Jekarina Varnava som Ilza
- Semjon Serzin som Stasik
- Aleksandr Lykov som Georgij
- Artur Vakha som Nikolaj